# Lector de targetes

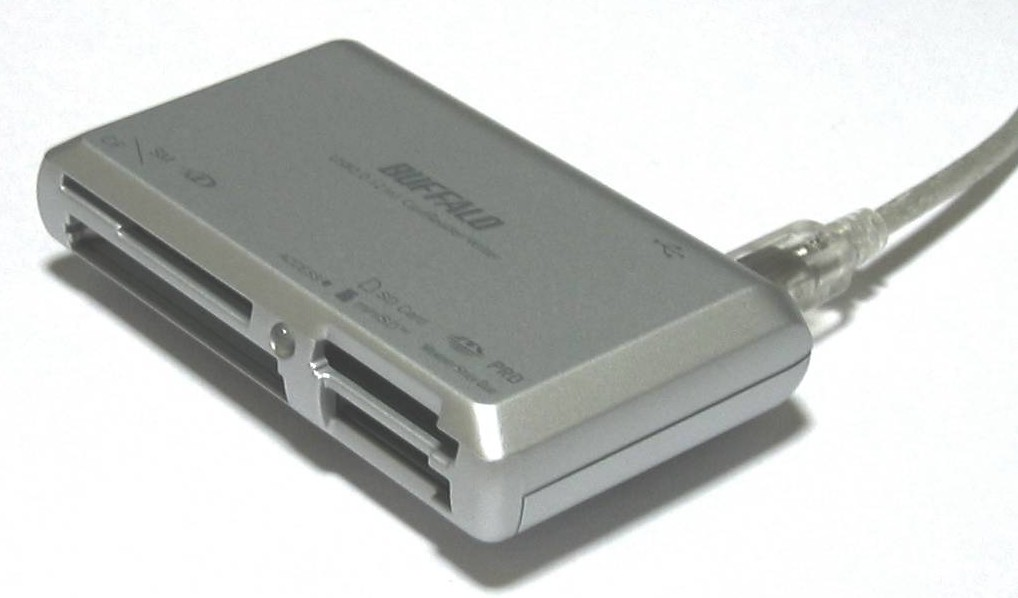
Lector USB de targetes per a diferents tipus de targetes de memòria

Un lector de targetes  és un dispositiu d'entrada de dades que llegeix dades d'una targeta com a suport d'emmagatzematge. Històricament, el paper o cartró targetes perforades van ser utilitzats durant es primeres dècades de la indústria dels ordinadors per emmagatzemar informació i programes per als sistemes informàtics, els quals es llegien mitjançant un lector de targetes perforades
Els lectors de targetes s'han convertit ulteriorment en uns dispositius electrònics compatibles amb una targeta (normalment de plàstic o de paper), ja sigui amb codi de barres, banda magnètica, circuits integrats o qualsevol altre mitjà d'emmagatzematge.

## Tipus
- Lector de targetes intel·ligents és un aparell mitjançant el qual es pot dialogar amb una targeta intel·ligent per càlcul de claus, lectura o escriptura, control d'accés, etc.

- Lector de targeta magnètica és un dispositiu que llegir una targeta de crèdit a un entorn de pagament, o una targeta d'accés, emprada com a contrasenya per donar accés al titular de la targeta a locals o habitacions d'accés restringit.

- Lector de targeta de memòria és un aparell mitjançant el qual el contingut d'una targeta de memòria pot ser llegit, escrit o esborrat.

## Exemples de memòries digitals
- Compact Flash
- MicroSD
- SDHC
- Secure Digital